# Храм Казанской иконы Божией Матери (Дмитровск)
Храм Каза́нской ико́ны Бо́жией Ма́тери — не сохранившийся православный храм в городе Дмитровске Орловской области.

## История

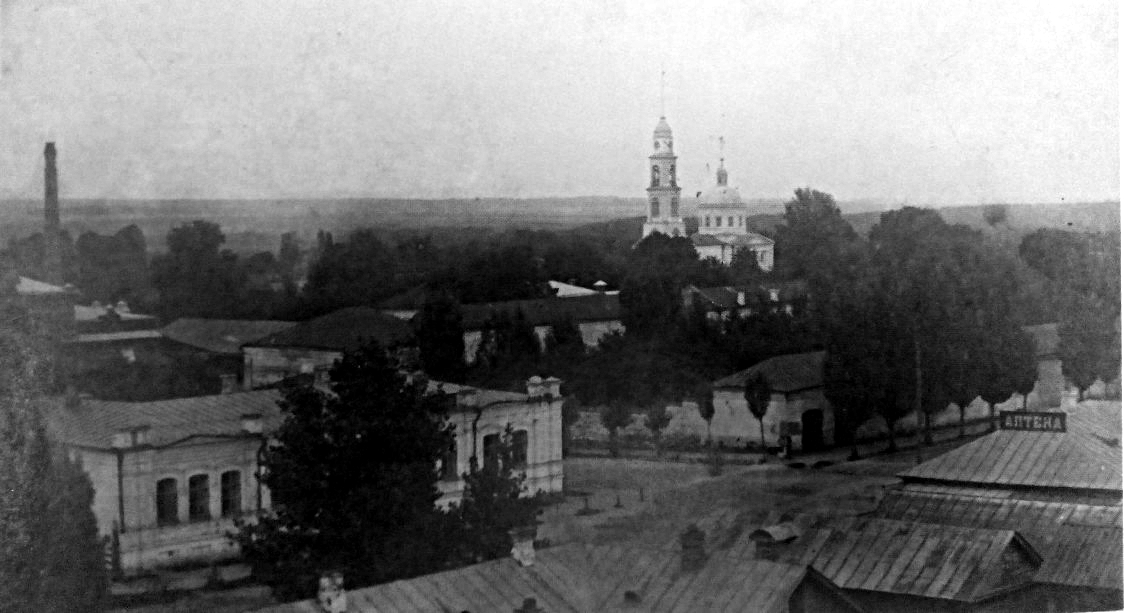
Казанский храм на фото 7 июня 1906 года. На переднем плане — здание женской гимназии

Приход Казанского храма был выделен из части прихода храма Димитрия Солунского. Первое деревянное здание церкви было построено в 1787 году и освящено в честь Казанской иконы Божией Матери. Эта икона считалась покровительницей династии Романовых. Храм был освящён в честь данной иконы в благодарность Екатерине II за её покровительство городу Дмитровску: незадолго до этого, в 1782 году, императрица присвоила статус уездного города селу Дмитровка. Здание храма располагалось на северо-восточной стороне площади, образованной при пересечении улиц Верхне-Казанской (ныне Коммунистическая) и Дворянской (ныне Рабоче-Крестьянская). Престольный праздник этого храма отмечался в день Казанской иконы Божией Матери 22 октября (4 ноября). В 1792 году по указу Екатерины II при храме было открыто двухклассное народное училище. Это была первая государственная школа в городе. Училище просуществовало до 1824 года. Прихожанами Казанского храма были жители северной части Дмитровска, а также население деревни Горбуновки.
В 1824—1827 годах на месте старой деревянной церкви была построена каменная двухпрестольная двухэтажная церковь в стиле классицизм. Новое здание представляло собой однокупольный храм с боковыми притворами, небольшой трапезной и многоярусной колокольней. На первом этаже располагался приход, освящённый в честь Николая Чудотворца, на втором — в честь Казанской иконы Божией Матери. Колокольня храма была самым высоким сооружением в Дмитровске. По словам старожилов города, с верхнего яруса колокольни в ясную погоду можно было увидеть поезда, проходящие через железнодорожную станцию Комаричи (в Брянской области, в 25 км от Дмитровска), а в ночное время — свет электрических ламп перрона станции.

### XX век
1 апреля 1901 года староста Казанского храма мещанин Семён Одров от имени императора Николая II был награждён серебряной медалью «За усердие» на Станиславской ленте за заслуги по духовному ведомству.
В марте 1904 года священник Казанского храма Иоанн Красовский ушёл с должности духовного следователя 1-го Дмитровского благочинного округа.
В 1907 году приходской совет храма занимался развитием церковного пения, а к праздникам Рождества Христова и Пасхи раздал бедным 60 рублей.
В 1909 году был проведён ремонт 1-го этажа храма. 23 сентября 1909 года церковь посетил орловский епископ Александр. Осмотрев храм, он поблагодарил прихожан и церковного старосту «за заботы о благолепии храма». По данным 1910 года в приходе храма числилось 569 душ мужского пола, братский доход составлял 1007 рублей. 19 ноября 1910 года умер священник Иоанн Красовский, служивший здесь многие годы. Его вдове Александре Георгиевне и дочери Лидии была назначена пенсия — 63 рубля. 16 декабря в Казанскую церковь из Троицкого собора был переведён священник Леонид Казанский. 5 июля 1911 года храм посетил орловский епископ Григорий.
На 1 января 1914 года в приходе Казанской церкви числилось 1046 человек, на 1 января 1916 года — 1118. В августе 1918 года были взаимно переведены священник Казанского храма Леонид Казанский и священник Воздвиженского храма села Трофимово Григорий Протопопов.
В 1921 году в Казанской церкви служил отец Леонид. Будучи членом партии эсеров, он вёл активную антисоветскую агитацию. Почувствовав, что над ним сгущаются тучи, отец Леонид скрылся из города.
В 1924 году при церкви был похоронен старейший врач Дмитровска — Михаил Григорьевич Преображенский (могила утрачена), обладавший колоссальным авторитетом в городе и уезде. В 1930-е годы храм был закрыт, а его здание разобрано на кирпич для строительства пенькозавода. После Великой Отечественной войны площадь, на которой располагался храм, была засажена кустарниками и деревьями и превратилась в сквер. Решением горсовета его назвали именем Героя Советского Союза, уроженца Горбуновки, Якова Сергеевича Шумакова. В Государственном архиве Орловской области хранится единственная уцелевшая метрическая книга Казанской церкви — за 1892 год.

## Казанская ярмарка
На престольный праздник храма, который отмечался в день Казанской иконы Божией Матери 22 октября (4 ноября), собиралась трёхдневная Казанская ярмарка — одна из самых больших в городе. Так как её проведение происходило в период перемены погоды с летней на зимнюю, то иногда получалось так, что приезжали на ярмарку на телегах, а уезжали на санях. На ярмарку съезжалось не только множество крестьян с большой округи, но и купцы со всех ближних городов. Купцы привозили всевозможные ткани, которые было принято называть в ту пору обобщенным понятием «красного товара», многочисленные сорта рыбы, красную и черную икру и просто икру от дешевых рыб. В купеческих палатках, построенных из брезента, можно было увидеть подвешенные на крюках большие экземпляры осетровых, сомов, щук. Рыба продавалась на развес, поштучно или в небольших деревянных бочонках. В большом выборе были всевозможные кондитерские изделия, большие головки сахара, сахарный песок или пиленый на небольшие кусочки сахар. Все это продавалось в пачках или на развес. Так как ярмарка Казанская была последней в году, то на нее приводилось и привозилось много животных и птиц, ржи, овса, гречихи, семян конопли, сена, соломы. Предлагались продукты домашнего ремесла: льняной и посконный холст, выделанные овечьи шкуры, сукно домашнего производства, лапти, горшки, кувшины, деревянные чашки, сани, оглобли, дуги, самопрялки. Казанская ярмарка, как и ярмарка «Цари», проводилась на Выгонной площади. Палатками и подводами занималась огромная территория от Нижне-Казанской (Красной) улицы, и далеко по пескам в сторону реки Неруссы. В ту пору Выгонная площадь не была застроена домами, не было еще пенькозавода и других построек в сторону Неруссы. В первые годы советской власти Казанская ярмарка еще продолжала работать, но после ликвидации купцов и зажиточных крестьян — главных производителей товарной продукции, она стала хиреть, пока в послевоенные годы не прекратила своё существование.

## Причт и старосты храма

### Священники
- Иоанн Красовский (до 1892 — 19 ноября 1910)
- Леонид Казанский (16 декабря 1910 — август 1918)
- Григорий Протопопов (август 1918 — ?)
- Леонид (? — 1921)

### Псаломщики
- Матвей Смородинцев (1892)[17]
- Семён Дмитриевский (? — 20 сентября 1903)[18]
- Александр Кружилин (9 декабря 1903 — 10 июня 1910)
- Пётр Малофеев (3 июля 1910 — ?)[19]
- Виктор Красовский (30 октября 1912 — ?)[20]

### Церковные старосты
- мещанин Семён Одров (до 1901 — 30 мая 1902)
- купец Иван Моревский (30 мая 1902 — 27 августа 1903)[21]
- купец Фёдор Чеплыгин (27 августа 1903 — 3 ноября 1909)[22][23]
- мещанин Василий Иванов (20 марта 1912 — после 1915)[24][25]